# Bahrain Ministry of Interior Tennis Challenger
Il Bahrain Ministry of Interior Tennis Challenger è un torneo di tennis professionistico maschile che si tiene a Manama in Bahrein dal 2021. L'evento fa parte dell'ATP Challenger Tour e si gioca sui campi in cemento del Public Security Officers Club.
Nel 2024 ha ricevuto il premio come "migliore [torneo dell'ATP Challenger Tour] d'Asia e della zona del Pacifico".

## Albo d'oro

### Singolare
| Anno | Campione            | Finalista          | Punteggio        |
| ---- | ------------------- | ------------------ | ---------------- |
| 2025 | Márton Fucsovics    | Andrea Vavassori   | 6–3, 6(3)–7, 6–4 |
| 2024 | Michail Kukuškin    | Richard Gasquet    | 7–6(5), 6–4      |
| 2023 | Thanasi Kokkinakis  | Abedallah Shelbayh | 6–1, 6–4         |
| 2022 | Non disputato       | Non disputato      | Non disputato    |
| 2021 | Ramkumar Ramanathan | Evgenij Karlovskij | 6–1, 6–4         |

### Doppio
| Anno | Campioni                              | Finalisti                                 | Punteggio           |
| ---- | ------------------------------------- | ----------------------------------------- | ------------------- |
| 2025 | Vitaliy Sachko Beibit Zhukayev        | Ivan Liutarevich Luca Sanchez             | 6–4, 6–0            |
| 2024 | Sergio Martos Gornés Petros Tsitsipas | Vasil Kirkov Patrik Niklas-Salminen       | 3–6, 6–3, [10–8]    |
| 2023 | Patrik Niklas-Salminen Bart Stevens   | Ruben Gonzales Fernando Romboli           | 6–3, 6–4            |
| 2022 | Non disputato                         | Non disputato                             | Non disputato       |
| 2021 | Nuno Borges Francisco Cabral          | Maximilian Neuchrist Michail Pervolarakis | 7–5, 6(5)–7, [10–8] |